# Klippwerk

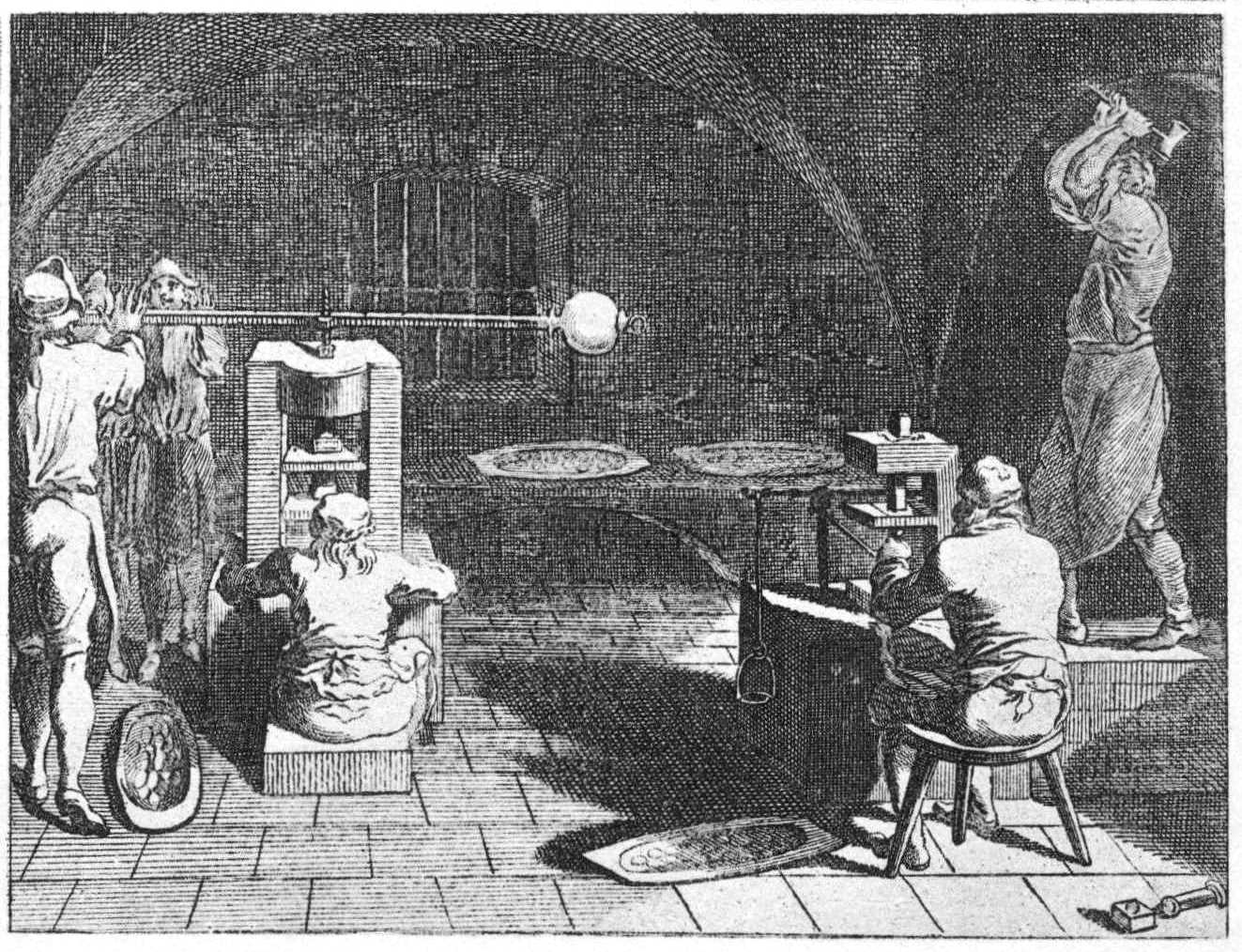
Klippwerk rechts und Stoßwerk links

Das Klippwerk ist eine Maschine zum Prägen von Münzen.
Nachdem vom 7. Jh. v. Chr. bis zum 15. Jh. n. Chr. Münzen mit Hammerprägung hergestellt wurden, konnte man wesentlich genauer Münzen prägen, indem Ende des 15. Jahrhunderts das Klippwerk eingeführt wurde. Das war eine einfache Prägemaschine, deren Oberstempel in einer Halterung geführt wurde. Dadurch konnten Stempelverschiebungen und -verdrehungen besser vermieden werden. Die eigentliche Prägung erfolgte jedoch nach wie vor mit Hammerschlag. Mit einem an einem Hebel befestigten „Steigbügel“ wurde der Oberstempel nach dem Prägeschlag wieder nach oben bewegt, damit die Münze entnommen werden konnte.
Mit dem Klippwerk wurden Ende des 15. Jahrhunderts die ersten großen Silbermünzen in Talergröße geprägt (Guldengroschen; Münze Hall in Tirol). Kleinere Münzen wurden noch im 19. Jahrhundert mit einem Klippwerk geprägt.